# 두바이 인터넷 시티
두바이 인터넷 시티 (DIC)(مدينة دبي للإنترنت)는 아랍에미리트 두바이에 위치하고 있다.

## 같이 보기
- 두바이 미디어 시티
- 두바이 스튜디오 시티
- 두바이 사이안스 파크